# Adamówek (Russówek)
Adamówek – część wsi Russówek w Polsce, położona w województwie wielkopolskim, w powiecie kaliskim, w gminie Żelazków.
W latach 1975–1998 Adamówek administracyjnie należał do województwa kaliskiego.